# Басонкур
Басонкур (фр. Bassoncourt) насеље је и општина у североисточној Француској у региону Шампањ-Арден, у департману Горња Марна која припада префектури Шомон.
По подацима из 2011. године у општини је живело 66 становника, а густина насељености је износила 10,17 становника/km². Општина се простире на површини од 6,49 km². Налази се на средњој надморској висини од 345 метара.

## Демографија
| 1962. | 1968. | 1975. | 1982. | 1990. | 1999. | 2011. |
| ----- | ----- | ----- | ----- | ----- | ----- | ----- |
| 117   | 119   | 114   | 101   | 77    | 73    | 66    |

График промене броја становника у току последњих година